# The Damned United – Der ewige Gegner
The Damned United – Der ewige Gegner (Originaltitel: The Damned United) ist ein britisches Sportdrama von Tom Hooper aus dem Jahr 2009. Das Drehbuch basiert auf dem gleichnamigen Roman von David Peace.

## Handlung
1974
Der Film beginnt mit der verpassten Qualifikation der englischen Fußballnationalmannschaft für die Fußball-Weltmeisterschaft 1974 in Deutschland. Nachfolger des bisherigen Trainers Alf Ramsey wird mit Don Revie der Trainer von Leeds United. Revie hatte Leeds 1969 und 1974 unter anderem zur englischen Meisterschaft in der First Division geführt. Revie verkündet auf einer Pressekonferenz seinen Abschied nach dreizehn Jahren in Leeds und gibt sein Engagement beim englischen Verband bekannt.
1968
Sechs Jahre zuvor: Brian Clough ist gemeinsam mit seinem Assistenztrainer Peter Taylor beim englischen Zweitligisten Derby County aktiv. In einem Spiel des englischen FA Cup empfängt der Underdog Derby das Starensemble von Leeds United. Clough bemüht sich persönlich, den grauen Verein samt dem wenig imponierenden Vereinsgelände in einem besseren Licht darzustellen, um so den Startrainer Revie zu begrüßen. Bei der obligatorischen Begrüßung der Gastmannschaft ignoriert ihn Don Revie jedoch und reist auch nach dem erwarteten Auswärtssieg des Favoriten aus Derby ab, ohne Clough zur Kenntnis zu nehmen. Dieser fühlt sich dadurch schlecht behandelt und schwört sich, dies Don Revie in den kommenden Jahren auf sportlicher Ebene heimzuzahlen.
In der Saison 1968/69 gelingt seinem Team der Aufstieg in die Football League First Division 1969/70. Im gleichen Jahr wird Leeds Meister in der ersten Liga und Don Revie wird zu Englands Trainer des Jahres gewählt. In der Football League First Division 1971/72 gelingt dem Trainerduo der Gewinn der englischen Meisterschaft vor dem großen Rivalen aus Leeds. Das folgende Jahr bringt den Einzug in das Halbfinale des Europapokal der Landesmeister 1972/73 gegen den italienischen Meister Juventus Turin. Clough gefährdet den Erfolg im finanziell so wichtigen Europapokal jedoch wenige Tage zuvor in einem Pokalspiel gegen Leeds United. Aufgrund der sehr robusten Spielweise des Gegners muss Derby im entscheidenden Rückspiel auf mehrere Stammspieler verzichten und scheitert mit 1:3 an Juventus. Der Vorstandsvorsitzende von Derby County war bereits zuvor aufgrund eigenmächtiger Spielerverpflichtungen mit seinem Trainer Brian Clough aneinandergeraten. Des Weiteren sorgten regelmäßige Medienauftritte von Clough mit Angriffen gegen den eigenen Vorstand und gegen gegnerische Trainer (speziell Don Revie) für ein angespanntes Verhältnis. Als Brian Clough ohne Abstimmung mit seinem Assistenztrainer Peter Taylor ein Rücktrittsgesuch einreicht, um den Vorstandsvorsitzenden zum Rückzug zu zwingen, nimmt der Vorstand zu seiner Überraschung das Gesuch an. 
Der folgende Zwist mit Peter Taylor kann vorerst noch behoben werden. Als Clough jedoch nach einer Saison beim englischen Drittligisten Brighton & Hove Albion das Angebot erhält, zur Saison 1974/75 Nachfolger seines Rivalen Don Revie bei Leeds United zu werden, lehnt Taylor es ab, ihm zu folgen. Im Gegensatz zu Clough erkennt er die große Gefahr des Scheiterns bei dieser neuen Aufgabe. Beim anschließenden Streit entzweit sich das Trainerduo und Clough muss so auf die für ihn so wichtige Unterstützung verzichten.
1974
Mit grenzenlosen Ehrgeiz stürzt sich Clough in seine neue Aufgabe. Innerhalb weniger Tage schafft er es jedoch, die ihn ohnehin reserviert begrüßenden Spieler um Billy Bremner, Johnny Giles und Norman Hunter gegen sich aufzubringen, indem er ihnen vorhält, ihre Titel aus der Vergangenheit mit unfairen Mitteln gewonnen zu haben. Clough findet keinen Zugang zu seiner neuen Mannschaft. Seine von ihm neu verpflichteten Spieler John McGovern, John O’Hare und Duncan McKenzie werden von der Mannschaft und den Fans nicht akzeptiert. Nach einer Niederlagenserie zu Beginn der Saison spricht sich die Mannschaft auf einer Vorstandssitzung gegen den neuen Trainer aus und Brian Clough wird nach nur 44 Tagen in Leeds entlassen.
Brian Clough erkennt in der Stunde dieser großen Niederlage seine Schuld gegenüber seinem Co-Trainer und Freund Peter Taylor und sucht ihn im südenglischen Brighton auf, wo er sich nach erster Überwindung bei ihm entschuldigt. In einer Nachblendung werden die kommenden Erfolge des Trainerduos geschildert, die in den kommenden Jahren mit dem zuvor relativ erfolglosen Verein Nottingham Forest die Meisterschaft in der First Division 1978 und zwei Titel in Folge im Europapokal der Landesmeister 1978/79 und 1980 feiern. Brian Clough wird als der beste englische Fußballtrainer beschrieben, der niemals die englische Nationalmannschaft trainiert hat.

## Besetzung und Synchronisation
Die deutschsprachige Synchronisation erfolgte durch Scalamedia. Dialogregie führte Ekkehardt Belle, das Dialogbuch schrieb Stefan Sidak.
| Rolle                                        | Darsteller     | Synchronsprecher   |
| -------------------------------------------- | -------------- | ------------------ |
| Brian Clough                                 | Michael Sheen  | Marcus Off         |
| Peter Taylor                                 | Timothy Spall  | Gudo Hoegel        |
| Don Revie                                    | Colm Meaney    | Hartmut Neugebauer |
| Billy Bremner                                | Stephen Graham |                    |
| Johnny Giles                                 | Peter McDonald |                    |
| Norman Hunter                                | Mark Cameron   |                    |
| Duncan McKenzie                              | Joseph Dempsie | Alex Turrek        |
| Dave Mackay                                  | Brian McCardie |                    |
| Manny Cussins, Vorsitzender von Leeds United | Henry Goodman  |                    |
| Sam Longson, Vorsitzender von Derby County   | Jim Broadbent  | Horst Sachtleben   |
| John McGovern                                | Colin Harris   | Dirk Meyer         |
| Austin Mitchell                              | Mark Bazeley   | Philipp Moog       |
| Tony Gubba                                   | Tony Gubba     | Thomas Albus       |

## Rezeption
„Toller Cast, schöne Kulissen und viel britischer Charme. Ein mitreißendes Drama mit viel schwarzem Humor – definitiv nicht nur für Fußballfans geeignet!“

Der Film erhielt überwiegend gute Kritiken und war in Großbritannien auch kommerziell sehr erfolgreich.  Michael Sheen wurde für seine Darstellung des Brian Clough für den Satellite Award 2009 als bester Hauptdarsteller nominiert.
Der Film wurde wie schon das zuvor erschienene Buch von David Peace von den Hinterbliebenen Brian Cloughs bezüglich der Authentizität der beschriebenen Trainertätigkeit von Clough bei Leeds United und speziell auf seine krankhafte Rivalität mit Don Revie bemängelt. Im Film und im Buch erwähnte ehemalige Spieler von Leeds United teilten ebenfalls ihren Unmut über die Darstellung mit.